# Estrecho de Fram
El estrecho de Fram (también llamado estrecho del Fram) es un amplio estrecho que comunica el océano Ártico y el mar de Groenlandia, localizado entre la costa nororiental de Groenlandia y el archipiélago noruego de las islas Svalbard. Fue nombrado en honor del más importante barco de la historia de la exploración polar, el Fram, el barco noruego de Roald Amundsen y que también capitanearon Otto Sverdrup y  Fridtjof Nansen entre 1893 y 1912. (Fram en noruego significa adelante). El estrecho está libre de hielo casi todo el año. La profundidad del agua es de hasta 2600 m. 
Se concede especial importancia  en comportamiento del clima global al estrecho de Fram porque el transporte de hielo marino a través del estrecho tiene gran influencia en la circulación termohalina, produciéndose en él un intercambio con masas de agua ricas en oxígeno. Esto es así porque el hielo del mar corresponde esencialmente con el agua dulce y su contenido de sal es de aproximadamente 4 por mil, en comparación con las alrededor de 35 partes por mil del agua de mar. A través del estrecho circulan grandes cantidades de hielo marino del Ártico —alrededor de 2300 km³ más 1900 km³ de hielo fundido en un año— aunque sujetas a fuertes fluctuaciones anuales.
En 2005, el buque de investigación alemán Polarstern realizó una expedición hasta el estrecho de Fram, en el que dejó estaciones de control automático para la observación a largo plazo del flujo a través del estrecho.